# 17278 Viggh
17278 Viggh este un asteroid din centura principală de asteroizi.

## Descriere
17278 Viggh este un asteroid din centura principală de asteroizi. A fost descoperit pe 6 iunie 2000 la Stația Anderson Mesa în cadrul programului LONEOS. El prezintă o orbită caracterizată de o semiaxă mare de 2,44 ua, o excentricitate de 0,08 și o înclinație de 6,0° în raport cu ecliptica.